# Rörbäcksnäs
Rörbäcksnäs is een plaats in de gemeente Malung-Sälen in het landschap Dalarna en de provincie Dalarnas län in Zweden. De plaats heeft 161 inwoners (2005) en een oppervlakte van 98 hectare. De plaats ligt ten zuidwesten van Sälen in de buurt van de grens met Noorwegen. In de plaats liggen een supermarkt en een restaurant. De supermarkt wordt veel bezocht door Noren vanwege de lagere prijzen voor levensmiddelen in Zweden.

## Verkeer en vervoer
- Scandinavian Mountains Airport (in aanbouw)

## Geboren
- Holmfrid Olsson (1943), biatleet